# Krillöl
Krillöl ist ein aus dem Antarktischen Krill (Euphausia superba) extrahiertes Öl. Durch die in hohen Mengen enthaltenen Omega-3-Fettsäuren ist es wirtschaftlich von hohem Interesse. Allerdings wird Krill mittlerweile in so großem Ausmaß gefischt, dass dies verheerende Folgen für das gesamte marine Ökosystem haben könnte. Denn Krill bildet die Nahrungsgrundlage für unzählige Meerestiere wie Wale, Pinguine, Robben. Zudem gibt es neue Studien, nach denen für Krill eine jährliche Speicherleistung an Kohlenstoff von 23 Megatonnen pro Jahr errechnet wurde.

## Eigenschaften
Die Zusammensetzung extrahierter Öle lässt sich in Phospholipiden (20–33 %), polare nicht-Phospholipide (64–77 %) und Minor-Triglyceride (1–3 %) einteilen. Unter den Phospholipiden dominieren neben den gesättigten Fettsäuren (24 %) die ernährungsphysiologisch wertvollen Omega-3-Fettsäuren (47 %). Unter ihnen ist Eicosapentaensäure (EPA, 20:5n3) mit 28 % vertreten und Docosahexaensäure (DHA, 22:6n3) mit 18 %. Die antioxidative Kapazität beträgt 9,4–14,2 μmol Trolox Äquivalente pro mL Öl und ist vom Extraktionsmittel abhängig. In Kosmetikprodukten wird es in der Liste der Inhaltsstoffe als EUPHAUSIA SUPERBA OIL (INCI) aufgeführt. 

## Wirkungen auf die Gesundheit
Studien aus der Alternativmedizin deuten auf verschiedene positive Wirkungen auf die Gesundheit hin, wobei die Ergebnisse umstritten sind.
Eine Studie untersuchte die Wirkung auf das Prämenstruelle Syndrom bei Frauen (PMS). Bei vielen Frauen treten einige Tage vor Einsetzen der Regelblutung Beschwerden wie Kopfschmerzen, Übelkeit und Depressionen auf. Ursache sind vermutlich vermehrte Entzündungen, die durch den veränderten Hormonspiegel ausgelöst werden. Die Omega-3-Fettsäuren in Krillöl haben sowohl auf den Hormonhaushalt als auch auf die Entzündungsvorgänge einen positiven Einfluss. In der Studie mussten 70 Frauen, die in zwei Gruppen aufgeteilt worden waren, drei Monate lang entweder ein Gramm Fischöl oder Krillöl täglich einnehmen. Zu festgelegten Zeitpunkten sollten die Frauen standardisierte Fragebögen ausfüllen, mit welchen ihre körperlichen und emotionalen Beschwerden erfasst wurden. In beiden Gruppen kam es zu einer deutlichen Verbesserung der Symptome. Der Rückgang der benötigten Schmerzmittel war in der Krillöl-Gruppe noch deutlicher.
Eine weitere Studie untersuchte die Auswirkungen von Krillöl im Vergleich mit Fischöl auf die Blutfettwerte. Die 120 Probanden wurden in vier Gruppen unterteilt. Zwei Gruppen bekamen Krillöl in unterschiedlichen Dosierungen bis drei Gramm, eine Gruppe erhielt drei Gramm Fischöl und die vierte Gruppe bekam ein Placebo. Alle Gruppen haben ihr Präparat über drei Monate genommen und während dieser Zeit wurden regelmäßig die Blutwerte der Probanden kontrolliert. Sowohl Fisch- als auch Krillöl verbesserten die Blutfettwerte. Das Gesamtcholesterin, das LDL-Cholesterin und die Triglyceride wurden gesenkt, das HDL-Cholesterin erhöht. In der gleichen Dosierung von drei Gramm täglich war Krillöl dem Fischöl signifikant überlegen.
Diese Ergebnisse sind jedoch in der Fachwelt umstritten:
Eine Studie der American Oil Chemists’ Society kommt zu dem Ergebnis, dass kein signifikanter ernährungsphysiologischer Unterschied zwischen Krillöl und Fischöl besteht, auch wenn Krillöl deutlich mehr Omega-3-Fettsäuren enthält. Zudem konnten keine Änderungen in den Serum-Lipiden oder Biomarkern für oxidativen Stress oder Entzündungsreaktionen zur Kontrollgruppe festgestellt werden.
Die Europäische Behörde für Lebensmittelsicherheit kam nach der Prüfung einer gesundheitsbezogenen Werbeaussage nach Verordnung (EG) Nr. 1924/2006 (Health Claims) zu dem Schluss, dass mit der ihr vorgelegten Studie keine Ursache-Wirkungs-Beziehung bewiesen wurde.

## Wissenschaftliche Literatur
- Dennis Goodman: The Thrill of Krill. What You Should Know about Krill Oil. Square One Publishers, New York 2015, ISBN 978-0-7570-0418-6 (englisch).
- Lena Burri: Krill Oil. The Superior Source of Omega-3 Fatty Acids. Ponte Press, Bochum 2013, ISBN 978-3-920328-63-8 (englisch).